# L'Espluga de Francolí
L'Espluga de Francolí è un comune spagnolo di 3 982 abitanti situato nella comunità autonoma della Catalogna.